# Huber Ridge
Huber Ridge é um lugar designado pelo censo localizado no condado de Franklin no estado estadounidense de Ohio. No Censo de 2010 tinha uma população de 4.604 habitantes e uma densidade populacional de 1.691,36 pessoas por km².

## Geografia
Huber Ridge encontra-se localizado nas coordenadas 40° 05′ 31″ N, 82° 55′ 02″ O. Segundo a Departamento do Censo dos Estados Unidos, Huber Ridge tem uma superfície total de 2.72 km², da qual 2.7 km² correspondem a terra firme e (0.95%) 0.03 km² é água.

## Demografia
Segundo o censo de 2010, tinha 4.604 habitantes residindo em Huber Ridge. A densidade populacional era de 1.691,36 hab./km². Dos 4.604 habitantes, Huber Ridge estava composto pelo 82.95% brancos, o 10.97% eram afroamericanos, o 0.09% eram amerindios, o 1.28% eram asiáticos, o 0.07% eram insulares do Pacífico, o 1.41% eram de outras raças e o 3.24% pertenciam a duas ou mais raças. Do total da população o 3.43% eram hispanos ou latinos de qualquer raça.

## Localidades na vizinhança
O diagrama seguinte representa as localidades num raio de 12 km ao redor de Huber Ridge.